# Crimidin
Crimidin ist ein Pyrimidinderivat und Vitamin-B6-Antagonist. Crimidin führt über den Glutaminsäurestoffwechsel zu einer Störung des ZNS und löst Konvulsionen aus.
Im Handel war es bis 1983 als „Castrix-Giftkörner“ und „Castrix Pellets“ erhältlich.

## Verwendung
Crimidin wurde als Rodentizid insbesondere zur Bekämpfung von Feldmäusen genutzt.

## Verbot
Für Crimidin besteht in Deutschland ein Anwendungsverbot. Crimidin ist weder in einem Land der EU noch in der Schweiz als Rodentizid zugelassen.